# 费希纳定律
韦伯-费希纳定律是表明心理量和物理量之间关系的定律。德国生理学家韦伯发现同一刺激差别量必须达到一定比例，才能引起差别感觉。这一比例是个常数，用公式表示：ΔI（差别阈限）/I（标准刺激强度）=k（常数/韦伯分数），这就是韦伯定律。 把最小可觉差（连续的差别阈限）作为感觉量的单位，即每增加一个差别阈限，心理量增加一个单位。心理量与物理量的对数值成正比，也就是说，感觉量的增加落后于物理量的增加。物理量成几何级数增长，心理量成算术级数增长。这个经验公式被称为费希纳定律或韦伯-费希纳定律。适用于中等强度的刺激。